# Пуцу ку Салче (Дамбовица)
Пуцу ку Салче (рум. Puțu cu Salcie) насеље је у Румунији у округу Дамбовица у општини Матасару. Oпштина се налази на надморској висини од 161 m.

## Становништво
Према подацима из 2002. године у насељу је живело 781 становника, од којих су сви румунске националности.